# Гергард Шар
Гергард «Герд» Шар (нім. Gerhard "Gerd" Schaar; 5 березня 1919, Берлін, Веймарська республіка — 24 січня 1983, Масеру, Лесото) — німецький офіцер-підводник, капітан-лейтенант крігсмаріне. Кавалер Лицарського хреста Залізного хреста.

## Біографія
9 жовтня 1937 року вступив на флот. Служив на ескадреному міноносці «Еріх Гізе», який був потоплений в квітні 1940 року під час Норвезької кампанії. Потім служив у військово-морському училищі в Мюрвіку. В лютому 1942 року переведений у підводний флот. Здійснив 2 походи як вахтовий офіцер на підводному човні U-704. З 1 квітня 1943 по 21 жовтня 1944 року — командир U-957 (тип VII-C), на якому здійснив 6 походів (провівши в морі загалом 147 днів). Основною зоною дії Шара стали води Арктики. У вересні 1944 року провів успішну операцію зі знищення радянської радіостанції на острові Стерлігова. З 20 квітня 1945 року — командир U-2551 (Тип XXI), але вже не встиг взяти участь в бойових діях. В травні 1945 року здався в полон.
Всього за час бойових дій потопив 4 кораблі загальним водотоннажністю 8168 тонн.
| Дата            | Назва корабля   | Тип                        | Тоннаж | Вантаж                                                                | Екіпаж | Загинули | Країна             | Конвой |
| --------------- | --------------- | -------------------------- | ------ | --------------------------------------------------------------------- | ------ | -------- | ------------------ | ------ |
| 26 січня 1944   | Fort Bellingham | Торговий пароплав          | 7,153  | 4900 тонн військових і загальних товарів, у тому числі 5 тонн кордиту | 75     | 37       | Британська імперія | JW-56A |
| 26 січня 1944   | USS PTC-38      | Патрульний торпедний катер | 54     |                                                                       | 2      | 0        | США                | JW-56A |
| 26 серпня 1944  | Норд            | Гідрографічне судно        | 411    |                                                                       | 22     | 18       | СРСР               |        |
| 23 вересня 1944 | Брильянт (№29)  | Корвет                     | 550    |                                                                       | 64     | 64       | СРСР               | VD-1   |

## Звання
- Кандидат в офіцери (9 жовтня 1937)
- Морський кадет (28 червня 1938)
- Фенріх-цур-зее (1 квітня 1939)
- Оберфенріх-цур-зее (1 березня 1940)
- Лейтенант-цур-зее (1 травня 1940)
- Оберлейтенант-цур-зее (1 квітня 1942)
- Капітан-лейтенант (1 січня 1945)

## Нагороди
- Залізний хрест 2-го і 1-го класу (15 травня 1940)
- Нагрудний знак есмінця (19 жовтня 1940)
- Нарвікський щит (20 жовтня 1940)
- Нагрудний знак підводника (30 вересня 1942)
- Німецький хрест в золоті (14 лютого 1944)
- Лицарський хрест Залізного хреста (1 жовтня 1944)